# Sistema giuridico ateniese

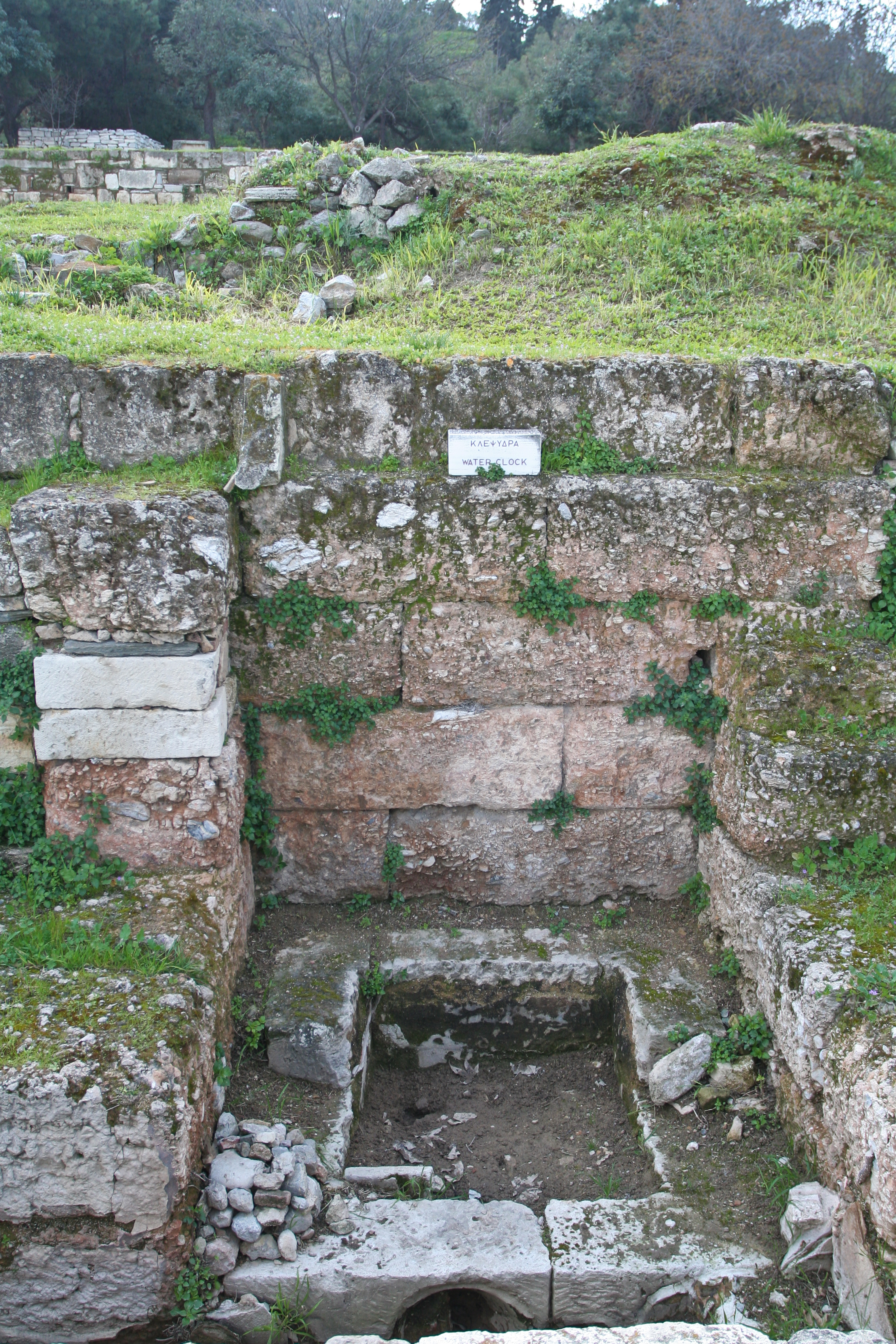
Orologio ad acqua in uso presso i tribunali ateniesi.

Nei secoli, Atene sviluppò un elaborato sistema giudiziario incentrato sul presupposto della pienezza dei diritti dei cittadini; infatti, mancando la figura del magistrato di professione, ogni cittadino di età superiore ai trent'anni poteva essere selezionato come giudice o giurato. Una volta scelto, il giudice avrebbe dovuto pronunciare il giuramento ed in seguito avrebbe potuto partecipare alle corti, la cui autorità derivava dal fatto di essere espressione diretta della volontà del popolo. Infine, essendo i giurati scelti direttamente tra i cittadini, non potevano essere messi sotto accusa o perseguiti per cattiva condotta e per converso ogni decisione ingiusta da loro presa sarebbe stata attribuita all'inganno di una delle parti processuali.

## Processo

### Le tipologie
Vi erano fondamentalmente due tipi di processo, denominati díke (δίκη) e graphé (γραφή): díke riguardava i reati privati (ad iniziativa della vittima o della famiglia), e si svolgeva davanti a una giuria composta di 200 elementi (401 se la controversia superasse le 1000 dracme), mentre la graphé era riservata ai crimini pubblici in cui ciascun cittadino aveva diritto di azione e si svolgeva davanti a un dicastero di 501 giudici. Sin dal tempo di Clistene, i membri delle giurie venivano estratti a sorte da un campione di 6000 candidati, l'Eliea, 600 per ciascuna delle dieci tribù ateniesi. Data la maggiore rilevanza delle controversie pubbliche, inoltre, il campione poteva essere integrato dalla scelta supplementare di ulteriori 500 persone; pertanto il numero delle giurie pubbliche spesso aumentava fino a 1000 o 1500 giurati ma, in una occasione, furono convocati tutti i 6000 membri.

### Diritto di azione
Il procedimento privato avveniva in forma orale ed era attivabile ad iniziativa della parte offesa sia che la causa vertesse su un diritto pecuniario sia su un fatto di reato.
Il procedimento pubblico, in ossequio alla forma politica ateniese, invece, si basava su un diritto particolare, definito come Ho boulomenos (lett: Chi voglia): tale espressione, infatti, indica il diritto di ciascun cittadino di parlare in assemblea, proporre una legge ed infine promuovere una causa pubblica. Differisce dai soggetti che ricoprivano cariche pubbliche per il fatto che poteva promuovere tali azioni indipendentemente dall'elezione e poteva essere chiamato a rispondere da un altro cittadino. Ancor più peculiare era l'espressione ho diokon (lett: 'colui che persegue') che indicava l'attore nei procedimenti pubblici e privati mentre il termine kategoros indicava l'accusatore nelle azioni pubbliche e nelle azioni di omicidio conosciute dall'Areopago e da altri tribunali speciali.
Tuttavia, onde evitare cause strumentali sia nel processo privato, quanto a maggior ragione nel procedimento pubblico, prima dell'istruzione della causa, entrambe le parti erano tenute a depositare una somma a titolo di rimborso spese a vantaggio della parte vincitrice: se l'accusatore si fosse ritirato o, in sede di giudizio, non avesse ottenuto neppure il quinto dei voti dei giurati, gli era inflitta una multa ulteriore di 1000 dracme e, talvolta, la sospensione o la perdita dei diritti civili.

### Istruzione della causa
Attuato il deposito della somma, si apriva la fase di istruttoria, presieduta dall'arconte basileus per gli omicidi e le cause religiose, dall'arconte eponimo per il diritto privato e dall'arconte polemarco per le cause in cui fossero coinvolti meteci e stranieri ed infine i tesmoteti in caso di danno economico e materiale alla città; il magistrato competente, doveva convocare le parti, raccogliere le loro dichiarazioni, assumere le testimonianze, registrare le prove ed, infine, verificare la norma di soluzione della controversia. Nelle controversie private, invece, la causa era discussa davanti ai dieteti (forma di arbitri) e solo in caso di disaccordo le parti si sarebbero dovute recare dall'arconte che, a sua volta, avrebbe assegnato la causa alla giuria competente mentre i tesmoteti avrebbero individuato la data di udienza e presieduto il sorteggio della giuria tra i membri dell'Eliea nonché dei magistrati incaricati di seguire l'operato dei lavori processuali (normalmente i tre arconti sopracitati ed i sei tesmoteti).

### Udienza
Nel corso del processo, accusatore ed accusato esprimevano le proprie ragioni di fronte alla giuria, muta, seduta su banchi di legno mentre il magistrato che presiedeva l'udienza sedeva su di una cattedra di legno avendo a fianco l'araldo ed un segretario; il pubblico poteva assistere alle udienze, dietro però una barriera che lo separava dai giudici. Il dibattito doveva svolgersi nell'ambito di una singola giornata (a meno che un presagio atmosferico considerato di cattivo auspicio facesse sospendere la seduta): entrambi i contendenti avevano a disposizione un discorso principale in cui affermare le proprie ragioni ed addurre prove ed una eventuale replica; la durata dei discorsi era scandita da una clessidra o da un orologio ad acqua che, però, veniva arrestato durante l'ascolto dei testimoni e la lettura delle leggi.
Dato che i giudici/giurati non erano tenuti (ne avevano comunque facoltà) a conoscere le leggi e dato il carattere estemporaneo della loro designazione, era compito delle parti stesse citare i testi di legge, o meglio, le norme consuetudinarie o la giurisprudenza, a sostegno delle proprie tesi; una volta attuata la lettura, le parti potevano parlare liberamente (gli incapaci, ovvero donne, minori, meteci e schiavi erano rappresentati dal tutore legale) mentre i giudici erano tenuti ad ascoltare le deposizioni.

### Decisione
Una volta finito l'ascolto delle parti e degli eventuali testimoni, appena l'araldo dava segnale, i giudici dovevano procedere alla votazione senza la possibilità di discussione o consultazioni preliminari, accogliendo o respingendo le tesi dell'attore: in taluni casi si concludevano con la semplice definizione del diritto mentre, per alcuni giudizi di condanna, la sanzione (che veniva demandata alla discrezionalità della giuria) veniva scelta in una seconda deliberazione una volta che il condannato avesse proposto una sanzione alternativa a quella dell'accusa.
Infine, le operazioni processuali si chiudevano con la stesura di un atto di giudizio, redatto dal segretario del magistrato che aveva presieduto la corte; tale atto veniva poi recapitato ai magistrati incaricati di riscuotere le multe comminate o di procedere alla confisca dei beni o gli undici che, invece, presiedevano il carcere (previsto solo per coloro che fossero in attesa di giudizio) ed erano responsabili per le sentenze capitali. 
Non esisteva un processo di appello ma era possibile perseguire i testimoni di un accusatore vincitore e, qualora si fosse riscontrata la loro colpevolezza, ciò poteva comportare l'annullamento del verdetto iniziale.

### Considerazioni finali
Il sistema processuale ateniese, in sintesi, era caratterizzato da un marcato anti formalismo: non vi era alcun giudice a presiedere il dibattito né a dirigere i privati o le parti ed i magistrati avevano una sola funzione di amministrazione e non avevano alcuna competenza particolare; la maggior parte delle magistrature era annuale e poteva essere ricoperta solo per un mandato; non esistevano, inoltre, avvocati e pertanto ciascun cittadino partecipava alla controversia direttamente e, se voleva, poteva richiedere l'intervento di un logografo, retore specializzato a compilare arringhe giudiziarie.
Il compenso per l'attività di giurato fu introdotto da Pericle intorno al 462 a.C. e fu aspramente criticato da Aristotele che lo definì come fondamentale per l'instaurazione della democrazia radicale. La paga originaria non è nota ma fu aumentata da 2 a 3 oboli per seduta da Cleone agli inizi della guerra del Peloponneso ed in ogni caso divenne una delle spese più rilevanti a carico di Atene tanto che, in momenti di crisi finanziaria (specialmente durante la guerra del Peloponneso), venivano sospesi i procedimenti privati.

## Rapporto tra assemblea e tribunali
Con l'evoluzione del sistema giudiziario, nacquero conflitti di competenze tra l'Ecclesia e le corti. Tali contrasti non riguardavano tanto i processi politici i quali, dal 355 a.C., divennero di competenza esclusiva degli organi giurisdizionali, quanto piuttosto la graphe paranomon, l'atto di accusa contro le misure contrarie alla legge.
Introdotto nel 416 a.C., la graphe paranómōn consentiva a ciascun cittadino, dotato di diritti politici, di ricorrere alla giuria per richiedere la revisione di una proposta dell'assemblea, anche se non votata; se l'azione veniva accolta, la norma poteva essere sospesa, modificata o annullata ed il suo proponente punito.
Va aggiunto, inoltre, che la proposta oggetto di graphe paranomon, una volta sopravvissuta alla verifica, non doveva tornare all'assemblea e che non vi era alcun organo politico a rappresentare l'interesse statale: in sintesi, due cittadini si scontravano su di una proposta presentata da uno di loro in assemblea e una volta che fosse stata approvata, l'attore citava la legge ed il suo proponente davanti alle corti.
Tale ricorso, naturalmente, creava un fortissimo contenzioso anche poiché i decreti esecutivi e le norme assembleari venivano approvati con il medesimo procedimento almeno fino al 403 a.C.: in quell'anno infatti, le leggi assembleari, proposte da un cittadino, venivano inviate ai nomothetai (νομοθέται), un gruppo di cittadini estratti a sorte dal campione dei 6000 (lo stesso dei giurati), affinché fossero perfezionate.

## Tribunali penali
In Atene, la giustizia penale solitamente non era distinta da quella civile dal momento che entrambe venivano azionate dal ricorso della parte offesa o del cittadino legittimato; in ogni caso, tuttavia, con particolare riferimento al crimine di omicidio, furono costituiti alcuni tribunali specializzati:
- Areopago: così denominato poiché aveva sede sul colle di Ares, ad ovest rispetto all'Acropoli; era costituito da arconti usciti di carica e, progressivamente, con la perdita delle funzioni politiche, assunse sempre più funzioni giurisdizionali di alto valore e prestigio. La sua giurisdizione, infatti, abbracciava i reati di sangue, ovvero l'omicidio premeditato, ferite inferte con l'intenzione di uccidere, incendio di casa abitata ed avvelenamento. In caso di omicidio, poteva condannare il reo a morte; in caso di ferite, poteva applicare la sanzione massima dell'esilio e della confisca dei beni.
- Palladio: così denominato poiché aveva sede nel santuario di Atena ove era custodita l'immagine sacra del Palladio, proveniente da Troia; giudicava le cause di omicidio involontario e, se l'uccisore dimostrava di non aver agito intenzionalmente, poteva concedere la pena dell'esilio senza attuare confisca dei beni.
- Delfinio: aveva sede nel santuario di Apollo Delfinio fuori le mura di Atene ed era investito della causa se l'arconte basileus, in sede di istruttoria, avesse ritenuto che l'omicidio fosse scusato da una causa di giustificazione. L'omicidio era legittimo nei seguenti casi: per difesa di sé o della proprietà, omicidio avvenuto in guerra o durante una competizione sportiva, uccisione di adulteri colti in flagrante.
- Freatto: sedeva nel santuario omonimo sulla sponda del mare presso il porto di Zea, in luogo non bene identificato; giudicava coloro che, esuli per omicidio involontario, erano accusati di aver commesso dolosamente e con premeditazione altro delitto. Per evitare di contaminare il suolo attico, l'imputato veniva processato su una barca, in mare.
- Pritaneo: processava l'oggetto o l'animale ritenuto responsabile della morte di un cittadino; dopo il processo, l'oggetto imputato veniva espulso dal suolo attico.